# 日俄密约
日俄密约是在日俄战争后，日本和俄国为了确保和承认双方在远东地区（朝鲜半岛、满洲以及蒙古）的权益签订的秘密条约。自1907年7月30日至1916年7月3日前后共签订四次条约。1917年俄国革命之后，该条约被苏联政府废除。

## 条约的历史背景
中日甲午战争之后，日本面临着与俄国在满洲利益上的冲突。日本国内有两种舆论，一个是认为两国之间发生战争不可避免，日本对此应该做战争准备；另一方面的意见认为，应该尽力避免两国的开战。当时的日本首相伊藤博文倾向第二种意见，他曾考虑以满洲和朝鲜作为利益交换来缔结“日俄协定”，即日本承认俄国在满洲的利益，俄国承认日本在朝鲜半岛的利益。但是这个方案遭到了日本国内强硬派的反对，最终“日俄协定”被以俄国为假想敌而订立的“英日同盟”（1902年）所替代，两国最终于1904年爆发了日俄战争。

### 第一次日俄条约
日俄战争结束后，第一次条约于1907年7月30日签订，分别由日本驻莫斯科大使本野一郎与俄国外务大臣亚历山大·彼得罗维奇·伊兹沃尔斯基签署。条约分公开协议和秘密协议两个部分，公开协议尊重两国与中国之间缔结的条约、尊重中国的独立、提倡门户开放、实现机会均等。而秘密协议规定了日本在南满、俄国在北满的利益范围。日本承认俄国在外蒙古的利益、俄国承认日本在朝鲜半岛的利益。密约划定的日俄南北满势力范围分界线：从俄朝边界西北端起，经珲春、镜泊湖极北端至秀水镇(Hsiushuichan)，由此沿松花江至嫩江口，再由嫩江上溯至洮儿河口，然后沿洮儿河上溯至该河与东经122度交叉点止。

### 第二次日俄条约
日本驻莫斯科大使本野一郎与俄国外务大臣亚历山大·彼得罗维奇·伊兹沃尔斯基于1910年7月4日签订了第二次日俄条约，该条约明确拒绝1909年美国以锦瑷铁路为凭提出的“满洲铁路中立化计划”（诺克斯提案，Knox Plan，由中国向列强借款，赎回东北境内的所有铁路，以打破日俄对东北铁路的垄断），确保双方在满洲的权益。 

### 第三次日俄条约
1912年7月8日，本野一郎大使与俄国外务大臣謝爾蓋·薩宗諾夫签订了第三次条约，其背景是由于中国爆发了辛亥革命，中华民国取代了清朝，日俄双方划分了两国在内蒙古的势力范围，条约规定内蒙古西部势力范围属于俄国、内蒙古东部势力范围属于日本。展划了第一次密约划定的日俄南北满势力范围分界线，从洮儿河与东经122度交点起，界线沿交流河（Oulountchourh）和归流河（Moushisha）至归流河与哈尔达台河（Haldaitai）分水岭，再沿黑龙江省与内蒙古边界至内外蒙古边界末端，线南、北分属日、俄势力范围，以东经116度27分划内蒙古为东西两部分，东部属日本势力范围，西部属俄国势力范围。

### 第四次日俄条约
1916年7月3日，本野一郎大使与俄国外务大臣謝爾蓋·薩宗諾夫签订了第四次条约，条约强化了在一战期间的两国同盟关系，以及保护两国在满洲和蒙古的权益不受中国的挑战。本约有效期至1921年7月14日止。1918年一战结束后，随着沙俄帝国的垮台，日俄同盟也随之告终。

## 条约的历史影响
1917年俄国革命爆发，苏联取代了沙俄帝国，虽然苏联政府废除了这个条约，但是苏联依然继承了北满和外蒙古权益，1921年苏联协助蒙古人民革命党驱逐中国北洋政府在外蒙古的驻军和1929年与张学良的东北军爆发的中东铁路冲突都可以视为苏联继续维护在这些地区的利益。另一方面，由于俄国在日俄战争的战败，无论是沙俄帝国还是苏联都忌惮日本在满洲地区的势力，在日俄战争后的四十年期间，沙俄政府和后来的苏联政府一直小心翼翼地与日本维持在远东地区的势力均衡，不去触碰日本在南满以及内蒙古的利益。“九一八事件”后，在日本势力范围扩展到全满洲地区的情况下，1935年苏联将中东铁路所拥有的权益以出售方式转让给满洲国之后撤出了满洲。但是苏联依然维持其在外蒙古的势力范围，1939年的诺门罕事件，使苏联认为日本触犯了其在外蒙古的利益，因而与日本进行了四个月之久的边境（现中蒙交界的哈拉哈河地区）战争。战争结束将近两年后，苏联与日本于1941年4月13日所签订的《苏日中立条约》再次确认了双方在满洲以及内外蒙古地区的各自势力范围，这也成为了1945年2月的《雅尔塔协议》中确定外蒙古（蒙古人民共和国）国家地位的依据。《日俄密约》最终导致了蒙古地区（外蒙古和内蒙古）的完全分离。